# Archivo INF
En informática, un archivo INF o archivo de configuración de información es un archivo de texto sin formato utilizado por Microsoft Windows para la instalación de software y controladores. Los archivos INF son los más utilizados para la instalación de controladores de dispositivos para componentes de hardware. Windows incluye la herramienta  IExpress herramienta para la creación de instalaciones basadas en INF. Los archivos INF forman parte de la de API de instación de Windows y de su sucesor, Windows Installer.
El directorio \windows\inf contiene varios ficheros .inf.